# Dendrotion hanseni
Dendrotion hanseni är en kräftdjursart som beskrevs av Menzies 1956. Dendrotion hanseni ingår i släktet Dendrotion och familjen Dendrotionidae. Inga underarter finns listade i Catalogue of Life.